# Andrea Corsini
Andrea Corsini (ur. 11 czerwca 1735 we Florencji, zm. 18 stycznia 1795 w Rzymie) – włoski kardynał.

## Życiorys
Pochodził z florenckiej rodziny arystokratycznej, z której pochodził także papież Klemens XII (ur. 1652, pontyfikat 1730–1740) oraz bratanek tego papieża, kardynał Neri Maria Corsini (1685–1770). Ojciec Andrei, książę Filippo Corsini, był kapitanem generalnym Gwardii Szlacheckiej. Ponieważ Andrea był piątym z siódemki dzieci Filippo i jego żony Ottavii Strozzi, rodzice zdecydowali o przeznaczeniu go do stanu duchownego. Jego edukacją zajmowali się duchowni o filojansenistycznym nastawieniu (np. ksiądz Giovanni Gaetano Bottari), którzy zaszczepili w nim niechęć do zakonu jezuitów. Wkrótce młody Andrea został przyjęty jako prałat na dwór papieża Benedykta XIV (ur. 1675, pontyfikat 1740–1758). W latach 1756–1757 dużo podróżował po Europie, odwiedzając Portugalię, Hiszpanię, Francję i wiele miast na północy Włoch (m.in. Padwę). Po powrocie do Rzymu został referendarzem Obojga Sygnatur protonotariuszem apostolskim oraz wikariuszem bazyliki laterańskiej (1758).
6 lipca 1758 papieżem został biskup Padwy Carlo Rezzonico jako Klemens XIII (ur. 1693, pontyfikat 1758–1769), który otrzymał godność kardynalską od Klemensa XII w 1737 i miał okazję poznać Andreę podczas jego pobytu w Padwie w 1757. Klemens XIII, chcąc wyrazić wdzięczność wobec rodu Corsini, w ramach tzw. gestu rendere il cappello, na konsystorzu 24 września 1759 mianował 24-letniego Andreę kardynałem diakonem, a 19 listopada tego samego roku nadał mu jako tytularną diakonię kościół S. Angelo in Pescheria. Ponadto Klemens XIII w 1759 mianował go członkiem czterech kongregacji kardynalskich (Kongregacji Konsystorialnej, Kongregacji ds. Obrzędów, Kongregacji ds. Wód i Kongregacji ds. Kościelnych Immunitetów), a nieco później (28 kwietnia 1765) przydzielił go także do Kongregacji ds. Soboru Trydenckiego. 25 marca 1760 Andrea Corsini otrzymał niższe święcenia duchowne, ale dopiero 2 lutego 1769 przyjął święcenia kapłańskie. Uczestniczył w konklawe 1769, które zostało zdominowane przez problem jezuicki. Andrea, wraz ze swym prawujem Nerim Corsinim należał do stronnictwa neutralnego, ale bliższego zwolennikom kasaty zakonu jezuitów. W toku obrad wspierał kandydaturę Gaetano Fantuzziego, ale ostatecznie poparł wybór Lorenzo Ganganelliego (1705–1774), który został papieżem Klemensem XIV (1769–1774).
Klemens XIV 6 czerwca 1769 mianował Andreę prefektem Trybunału Apostolskiej Sygnatury Sprawiedliwości; nominacja ta była możliwa dzięki uprzedniej rezygnacji Neriego Marii Corsiniego z tego stanowiska. 11 września 1769 Andrea Corsini został promowany do rangi kardynała prezbitera S. Matteo in Merulana. W marcu 1773 Klemens XIV mianował go tytularnym protektorem królestwa Anglii, co uczyniło go patronem różnych instytucji dla katolickich imigrantów z Anglii (np. Kolegium Angielskiego w Rzymie). Od 4 marca 1771 do 27 stycznia 1772 sprawował kadencyjną funkcję kamerlinga Świętego Kolegium Kardynałów. W 1773 został też członkiem Kongregacji Rozkrzewiania Wiary.
21 lipca 1773 Klemens XIV, pod naciskiem dworów burbońskich, wydał brewe apostolskie Dominus ac Redemptor, na mocy którego dokonał kasaty zakonu jezuitów. 13 sierpnia 1773 papież ten utworzył specjalną kongregacją kardynalską ds. wykonania brewe o kasacie tego zakonu, a jej prefektem został właśnie Andrea Corsini, znany dotąd jako umiarkowany przeciwnik tego zakonu. Kongregacja ta zajmowała się przejmowaniem ogromnych dóbr oraz instytucji pozostałych po zakonie jezuickim. Jednocześnie, aby uniknąć oporu, kardynał Corsini nakazał aresztowanie Lorenzo Ricciego, generała jezuitów, oraz wielu innych dygnitarzy zakonnych. W listopadzie 1773 został prefektem ds. ekonomicznych Kolegium Rzymskiego, które przejęto po jezuitach; sprawował tę funkcję do grudnia 1793. Działania te spowodowały, że Corsini stał się celem ostrego ataku ze strony zwolenników jezuitów. Zarzucano mu nadmierną brutalność, choć w rzeczywistości po aresztowaniu Lorenzo Ricciego interweniował u papieża z powodu złych warunków, w jakich go trzymano. Uczestniczył w Konklawe 1774–1775, w wyniku którego papieżem został Giovanni Angelo Braschi (1717–1799) jako Pius VI (1775–1799). W 1776 zrezygnował z dalszych prac w kongregacji ds. kasaty jezuitów.
15 lipca 1776 Andrea Corsini został promowany do rangi kardynała biskupa Sabiny i sześć dni później przyjął sakrę biskupią z rąk kardynała Henry'ego Stuarta Yorka. Z wielkim zapałem zabrał się do pracy duszpasterskiej w swej diecezji, organizując dwie generalne wizytacje: w latach 1776–1783 (z przerwami) oraz 1785–1790. W ich wyniku skrupulatnie zewidencjonowane zostały istniejące w tej diecezji parafie, domy zakonne, konfraternie i inne instytucje religijne.
Po wybuchu w 1792 wojny między Państwem Kościelnym a rewolucyjną Francją kardynał Corsini podejmował się roli mediatora, ale bezskutecznie.
8 grudnia 1793 kardynał Corsini mianowany został wikariuszem generalnym diecezji rzymskiej, prefektem Kongregacji ds. Rezydencji Biskupów, prefektem ds. duchowych Kolegium Rzymskiego (jednocześnie zrezygnował z prefektury ds. ekonomicznych) oraz archiprezbiterem bazyliki Matki Bożej Większej. W tym samym czasie został też przydzielony do Kongregacji Rzymskiej i Powszechnej Inkwizycji, Kongregacji ds. Egzaminowania Biskupów, Kongregacji ds. Odpustów i Świętych Relikwii oraz Kongregacji Indeksu. Sprawował też funkcję protektora wielu wspólnot zakonnych (m.in. wallombrozjan, serwitów, karmelitów, kamedułów) i miast (m.in. Camerino i Cingoli).
Andrea Corsini zmarł 18 stycznia 1795 około godziny 19 w wieku 59 lat. Pochowano go w kaplicy rodowej Corsinich w bazylice laterańskiej.